# Mayflower

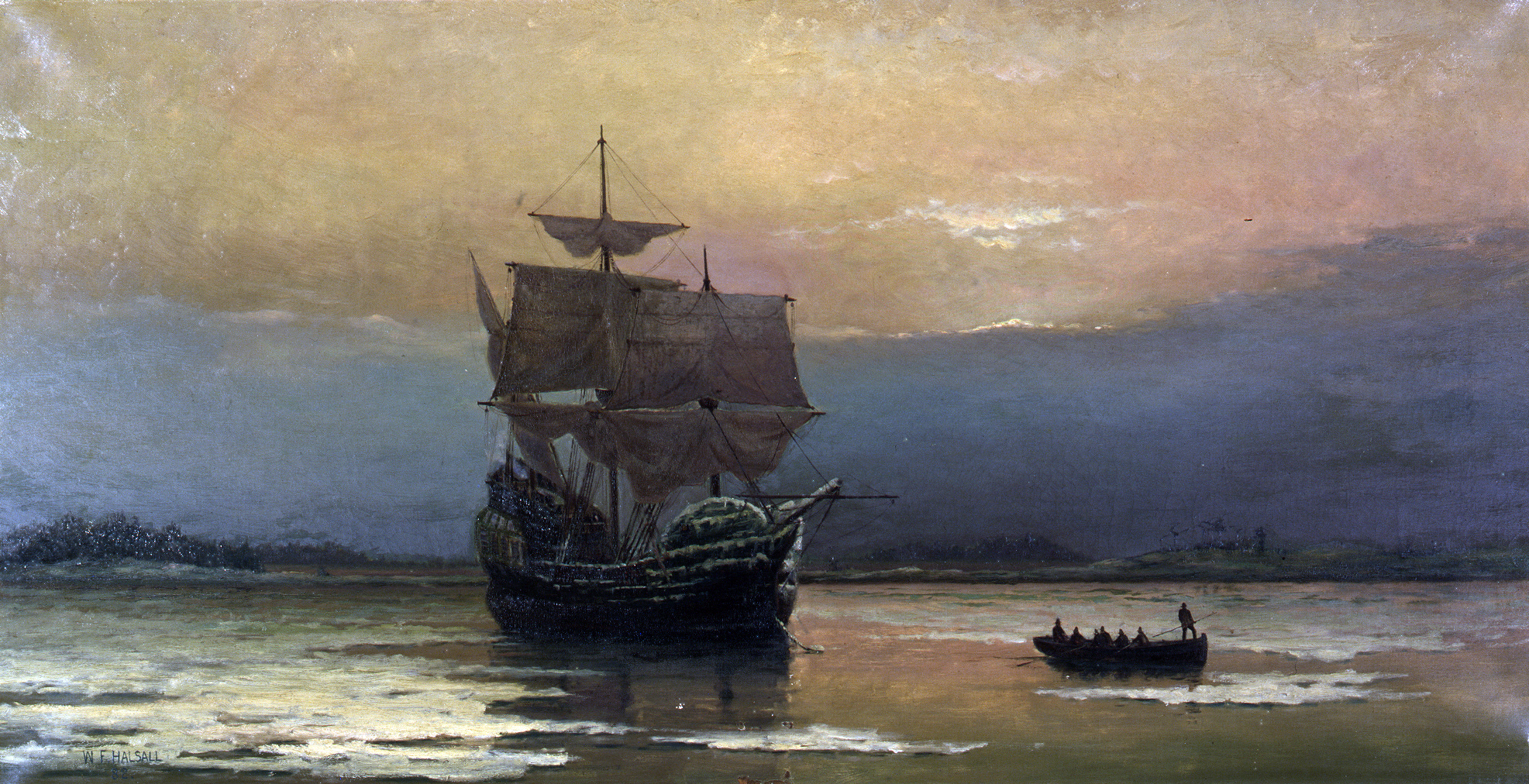
„Mayflower” w Plymouth Harbor – obraz Williama Halsalla, 1882

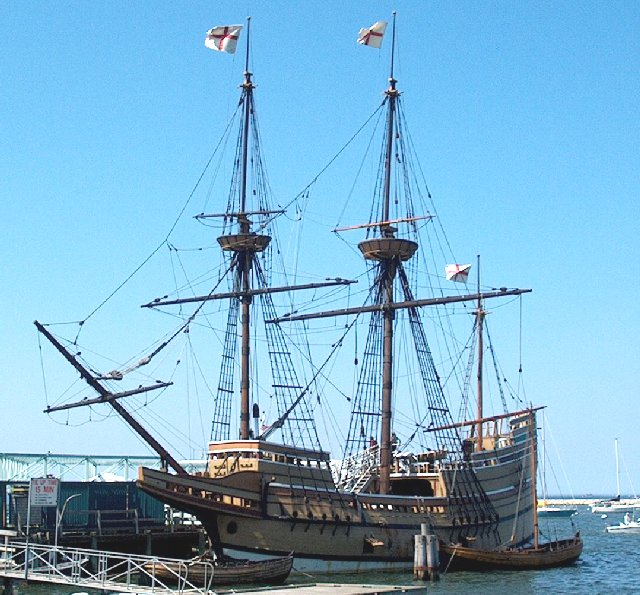
Replika statku („Mayflower II”)

Mayflower – mały, drewniany żaglowiec, trójmasztowy galeon handlowy, na którym koloniści angielscy, tzw. pielgrzymi, w liczbie 102 osób, przybyli do Ameryki Północnej w 1620 roku.

## Historia
Mayflower był handlowym żaglowcem o wyporności 180 ton. Jego kapitanem oraz współwłaścicielem był Christopher Jones. Statek kursował głównie pomiędzy Anglią i Francją, przewożąc angielskie wyroby wełniane do Francji a z powrotem francuskie wino. Jednostka pływała również do Norwegii, transportując na swoim pokładzie chmiel, ocet, konopie, sól i kapelusze. Prawdopodobnie statek wykorzystywano również do połowów wielorybów u brzegów Grenlandii.
Większość przyszłych kolonistów płynących na „Mayflower” stanowili purytanie, przedstawiciele założonej w 1607 r. radykalnej kongregacji separatystów, żądających bezwzględnej samodzielności dla każdej gminy religijnej. Pochodzili oni z wioski Scrooby w hrabstwie Nottingham. W 1607 założyli tam kongregację, która nie akceptowała władzy kościoła anglikańskiego. Na jej przywódców nałożono grzywny i kary więzienia.
W 1608 w poszukiwaniu wolności religijnej trafili do Lejdy w ówczesnych Zjednoczonych Prowincjach Niderlandów. Jednak tu mimo większej tolerancji dla innowierców Anglicy czuli się nieswojo w miejskim otoczeniu i brakowało im samodzielności gospodarowania. Do 1620 wspólnota purytańskich radykałów powiększyła się o kolejnych emigrantów z Anglii. Jeden z przywódców wspólnoty, William Brewster, korzystając ze swoich kontaktów w Kompanii Wirginii uzyskał patent na osiedlenie się u ujścia rzeki Hudson. Latem 1620 roku wyruszyli na statku o nazwie „Speedwell” z Delftshaven niedaleko Rotterdamu do Southampton. Tam dołączyli do nich ich współwyznawcy na statku „Mayflower”. Statek był w bardzo słabym stanie technicznym i po wypłynięciu 8 sierpnia z Southampton zaczął przeciekać. Obu statkom udało się dopłynąć do Plymouth, gdzie część pielgrzymów zrezygnowała z dalszej podróży.
Ostatecznie 102 pielgrzymów i 30 osób załogi wypłynęło z portu w Plymouth 6 września?/16 września 1620. Po 65 dniach rejsu, 9 listopada?/19 listopada 1620 z pokładu ujrzano amerykański ląd. Na brzeg po raz pierwszy osadnicy, szesnastu uzbrojonych mężczyzn zeszło 11 listopada?/21 listopada 1620. Przed zejściem na ląd dorośli męscy osadnicy podpisali umowę zwaną Mayflower compact, w której ustalili zasady funkcjonowania nowej społeczności. Z obecnych na pokładzie mężczyzn swojego podpisu nie złożyło dziewięciu z nich. Część prawdopodobnie z powodu choroby nie była do tego zdolna a resztę stanowili wynajęci na rok marynarze.
5 kwietnia 1621 roku Mayflower wyruszył w drogę powrotną do Anglii. Ładownie statku wypełniono kamieniami służącymi za balast. Podobnie jak osadników, również załogę statku dotknęły choroby, które zakończyły się śmiercią kilkunastu załogantów. Sprzyjające wiatry pozwoliły statkowi w szybkim tempie pokonać Atlantyk, już 6 maja 1621 roku żaglowiec dopłynął do macierzystego portu w Rotherhithe, obecnie dzielnicy Londynu nad Tamizą.
Formalnie ziemie osadnikom osiadłym w Plymouth przyznała Rada Nowej Anglii. Patent królewski na jej utworzenie uzyskał w 1621 Ferdinando Georges. Rada ta uzyskała do dyspozycji ziemie pomiędzy 40 a 48 równoleżnikiem.
Data przybicia przez Mayflower do brzegu Ameryki (21 listopada 1620), w miejscu dzisiejszego Plymouth (samo miejsce lądowania nazywa się dziś Plymouth Rock), została uznana za początek angielskiej kolonizacji w Nowej Anglii. Bardzo często, także w poważnych publikacjach podaje się ją błędnie jako datę początku angielskiej kolonizacji Ameryki w ogóle (informację taką podaje m.in. Encyklopedia PWN). Jest to błędem, gdyż nieudane próby kolonizacji podejmowano już wcześniej, zaś już w 1607 w Wirginii założono osadę Jamestown, która w chwili przybycia Pielgrzymów liczyła ok. tysiąca mieszkańców. Jamestown z założenia było osadą handlową, Pielgrzymi zaś zakładali swą kolonię przede wszystkim z pobudek religijnych.

## Współczesna replika
Wierną replikę statku Mayflower pod nazwą Mayflower II zbudowano w 1956 w Anglii. Obecnie statek ten można zwiedzać w Plymouth, w Nowej Anglii.